# 宇宙戦争 (2005年の映画)
『宇宙戦争』（うちゅうせんそう、原題: War of the Worlds）は、2005年のアメリカ映画。H・G・ウェルズによる同名SF小説『宇宙戦争』を原作としたSF映画である。

## 概要
巨大なマシンを操り地球を攻撃する宇宙人に対して、必死の抵抗を試みる人々を描く。
本作はH・G・ウェルズの小説だけではなく、1938年のラジオドラマ版や、1953年の映画『宇宙戦争』の要素を引用している。作中人物のオグルビーは、原作小説中の心の弱い牧師補とタフだが誇大妄想屋の砲兵との折衷人物である。
『未知との遭遇』『E.T.』と過去に人類に友好的な異星人との交流を扱った作品を手掛けてきたスピルバーグが、一転して宇宙侵略物の古典の映画化に挑んだ本作は、2001年9月11日に起きた同時多発テロ事件で受けたアメリカに住む人々の衝撃・思いを反映している。映画には墜落したジャンボ旅客機、掲示板に貼られた無数の人探しの張り紙などが登場するが、映画のメイキングでスピルバーグも公言している通り、これらは9.11のテロを連想させるため、あえて描いたものである。

## あらすじ
貨物港でクレーンのオペレーターを務めるレイ・フェリアは離婚して、ベイヨンで一人暮らし。離婚した妻が再婚相手と一緒にボストンの実家を訪ねる間、妻に引き取られた子供たちであるロビーとレイチェルを預かったのだが、彼らと良好な関係を築けずにいた。
ある日の朝方、レイは奇妙な稲妻が数十回も町の同じ場所に落ちる光景を目にする。同時に町中の電気が供給されなくなり、家電や自動車の電池もほとんど機能しなくなった。町が不気味な雲に覆われる下、レイが多くの野次馬たちとともに落雷した場所を見にいくと、稲妻が当たった路面は熔けているのに氷のように冷たかった。すると地割れ、地響きと共に地中から巨大な三脚歩行機械「トライポッド」が出現。人間の肉体を灰と化す光線兵器で次々に人々を殺害し、町を破壊してゆく。
なんとか逃げ延びたレイは、盗んだ車でレイチェルとロビーと共に町を出た。しかし、すでにトライポッドは世界各地に出現し、侵略を開始。人類は抵抗するもなすすべなく撃破されていき、逃げ場は無くなっていた。人々の間でパニックも広がり、レイたちが乗っていた車は群集に奪われた。レイたちは知人とハドソン川を渡るフェリー船に乗ることができたが、船は水中から襲って来たトライポッドに転覆させられてしまう。辛くも対岸に泳ぎ着いた3人は、トライポッドがいまや人間を殺すだけではなく、捕え始めた光景を目にする。
人類の兵器や軍隊は「侵略者」に手も足も出ず、避難民の逃げる時間を稼ぐため地上からは戦車や自走砲、装甲車、歩兵部隊が、空からは攻撃ヘリと戦闘機が一斉攻撃を加えたものの全く食い止められないまま敗走。 海兵隊の戦いを見届けようとしたロビーも、侵略者が放った火炎攻撃の中で行方不明となる。レイとレイチェルは手近な空き家の地下室に逃げ込み、先に避難していた救急車の運転士ハーラン・オグルビーと一緒になる。息を潜めた3人は、トライポッドから降り、地下室にまで入ってきて様子をうかがう侵略者達の姿を目撃する。そして侵略者が持ち込んだ赤い植物が、地表に広がり始めた。屋外の様子を窺ったレイは、トライポッドが捕らえた人間の血液を吸い取り、赤い植物にまく光景を目撃する。外に出られない状況下でオグルビーは次第に錯乱して大声を出し始めた。そのため我が子を守ろうとするレイは、レイチェルに耳を塞がせ、その間にやむを得ずオグルビーを殺す破目に陥る。
その後疲労のため眠り込んだ2人は侵略者たちに見付かり、屋外へ逃げ出すがレイチェルが捕まってしまう。人類に対して無敵に思われたトライポッドであったが、レイチェルを追って捕獲されたレイが、偶然入手した手榴弾数発を機内に入れると、その爆発で撃破されて倒れ、捕まった人々は逃げ出すことができた。レイチェルは、それまで軽蔑の対象でしかなかった父親に対して目を見張る。
やがて活動を停止するトライポッドが発生し始めた。ボストンにたどり着いたレイは、赤い植物が枯れ、まだ動いているトライポッドがシールドを張れなくなっていることに気付く。そのことを指摘された軍隊が対戦車ロケットや無反動砲で攻撃を仕掛けると、直撃を受けたトライポッドは簡単に撃破されていく。転倒したトライポッドの搭乗口の扉が開くと、無傷だが弱り切った宇宙人が出てきて、人々の目の前で息絶えた。彼らは地球に一般に存在するバクテリアに対する耐性がなく、感染して死に至ったのであった。
そしてレイとレイチェルは、元妻と彼女の夫、彼女の両親、そして生還していたロビーとの再会を果たした。

## キャスト
| 役名                   | 俳優                         | 日本語吹き替え |
| ---------------------- | ---------------------------- | --- |
| レイ・フェリア         | トム・クルーズ               | 森川智之 |
| レイチェル・フェリア   | ダコタ・ファニング           | 三村ゆうな |
| ロビー・フェリア       | ジャスティン・チャットウィン | 野島健児 |
| メリー・アン・フェリア | ミランダ・オットー           | 本田貴子 |
| ハーラン・オグルビー   | ティム・ロビンス             | 寺杣昌紀 |
| マニー                 | レニー・ベニート             | 駒谷昌男 |
| プロデューサー         | カミリア・サネス             | 佐藤しのぶ |
| ヴィンセント           | リック・ゴンザレス           | 伊藤健太郎 |
| フリオ                 | ユル・バスケス               | 志村知幸 |
| サル                   | ピーター・ゲレッティ         | 塩屋浩三 |
| ティム                 | デヴィッド・アラン・バッシュ | 押切英希 |
| ナレーター             | モーガン・フリーマン         | 津嘉山正種 |
| その他                 | N/A                          | 田村聖子 浜田賢二 大鐘則子 宇乃音亜季 竹村叔子 MAI 浦山迅 石住昭彦 栗山浩一 山口登 朝倉栄介 大西健晴 島宗りつこ 金子由之 藤生聖子 松井範雄 西凜太朗 |
| 日本語版制作スタッフ   |                              | |
| 演出                   | 演出                         | 三好慶一郎 |
| 字幕翻訳               | 字幕翻訳                     | 戸田奈津子 |
| 吹替翻訳               | 吹替翻訳                     | 岸田恵子 |
| 調整                   | 調整                         | 高久孝雄 |
| 制作                   | 制作                         | 東北新社 |

## スタッフ
- 製作：キャスリーン・ケネディ
- 監督：スティーヴン・スピルバーグ
- 脚本：ジョシュ・フリードマン、デヴィッド・コープ
- 音楽：ジョン・ウィリアムズ
- VFXスーパーバイザー：デニス・ミューレン、パブロ・ヘルマン
- VFX：ILM、スタン・ウィンストン・スタジオ、ジェントル・ジャイアント・スタジオ、ハロン・エンターテインメント、ニューディール・スタジオ

## 製作

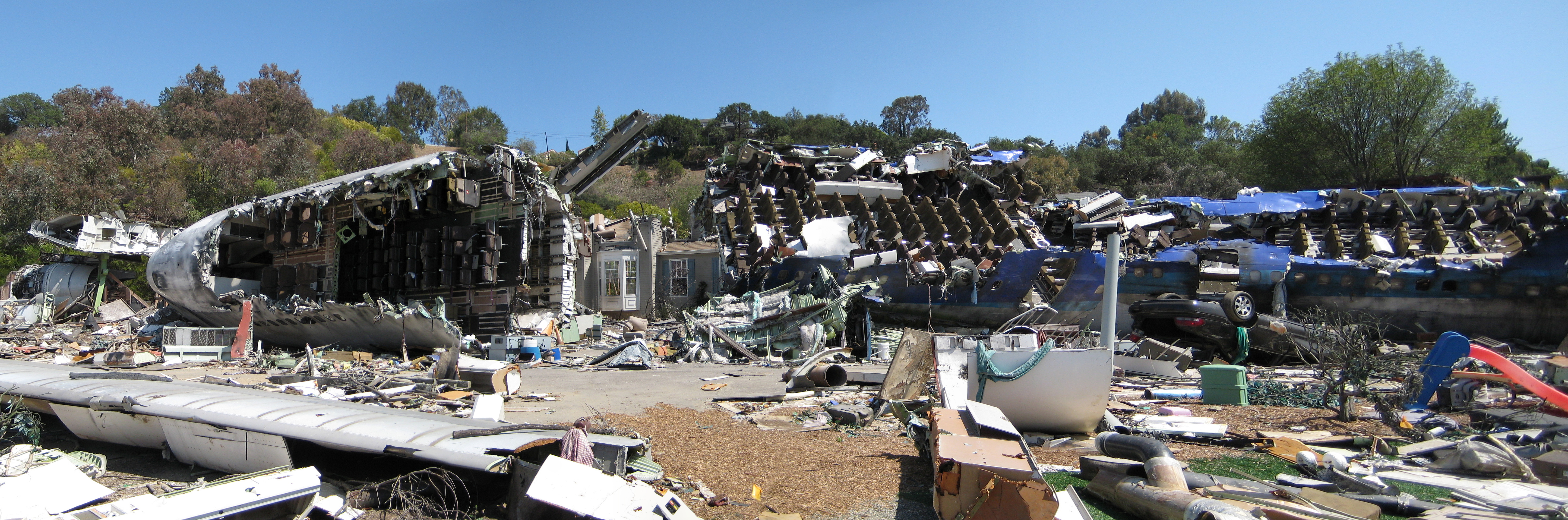
ユニバーサル・スタジオ・ハリウッドで屋外展示されている、ボーイング747SRの残骸
全日本空輸機であった名残として、機体の一部に青い塗装が見られる

通常、こうした大作のアメリカ映画は制作期間が数年に及ぶが、本作は企画から公開まで1年ほどという短期間で製作されている。なぜなら当初トム・クルーズ主演で太平洋戦争中の米兵捕虜救出劇を描いた「ゴーストソルジャーズ」を制作予定でいたところ、同じ題材で「グレートレイド」が制作され、プロジェクトが宙に浮いた。トムのスケジュールもあり急遽本作が浮上したものと言われている。
ILM社による複雑なデジタル合成を含むシーンを撮影前にシミュレートする「プリビジュアライゼーション」の方法を覚えるため、スピルバーグは『スター・ウォーズ エピソード3/シスの復讐』にアシスタント・ディレクターとして参加した（もっともスピルバーグが自分の映画でプリビズを使うのはこれが初めてではなく、前々作『マイノリティ・リポート』でもプリビズは多用されている）。
トライポッドの“雄たけび”には、『未知との遭遇』の宇宙船の効果音を使用している。

## 評価
映画批評集積サイトの「Rotten Tomatoes」には250件以上のレビューがあり、批評家支持率は75%、観客満足度は42%となっている。平均点は10点満点中6.5点となっており、インターネット総合評価では、批評家による加重スコアが100のうち73、観客によるスコアが10のうち7.5となっている。
また、『映画秘宝』の2005年度ベスト2位・ワースト2位の両方を獲得している。

## 備考

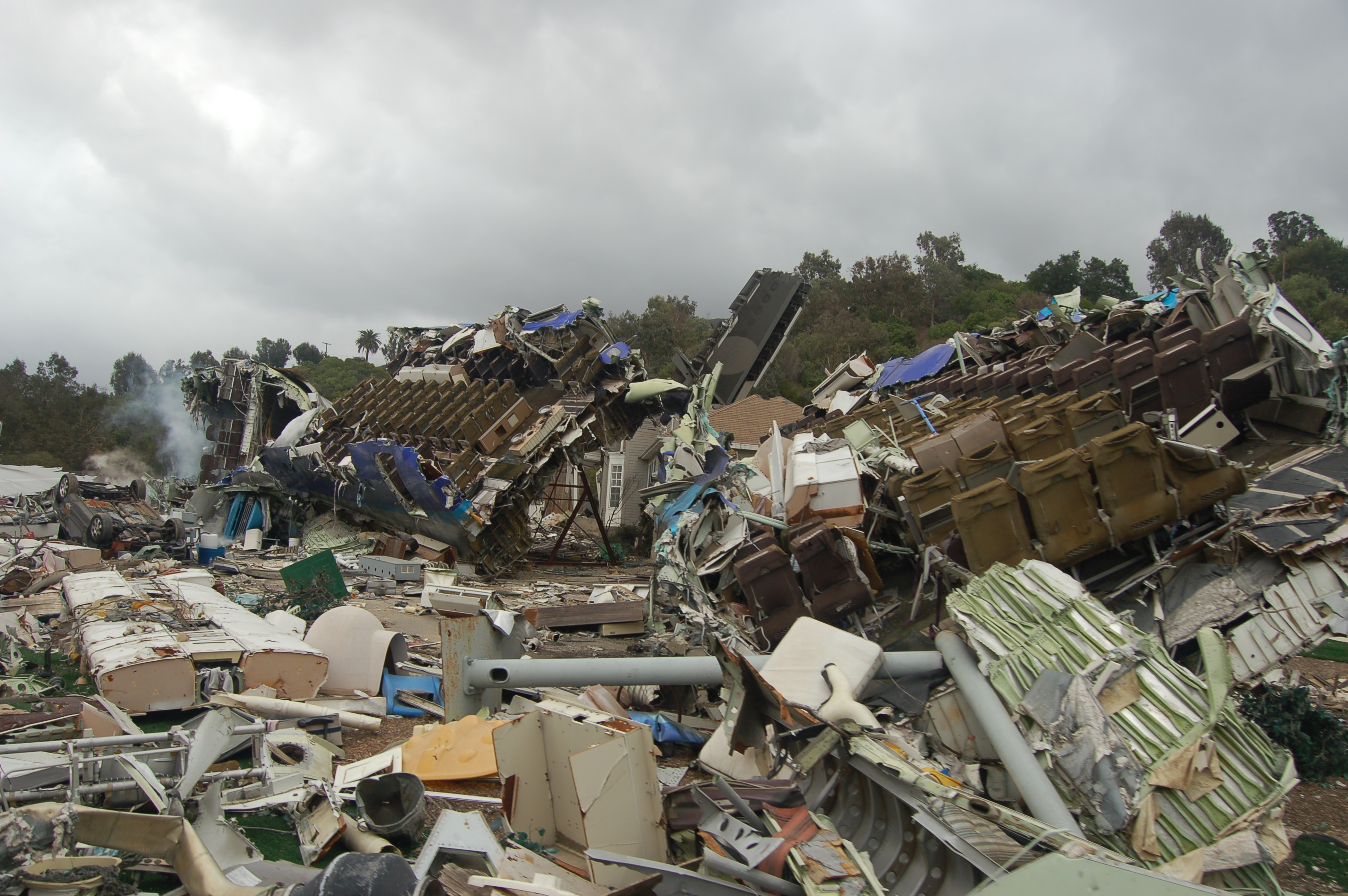
使用された機体の残骸

- 劇中に登場する墜落した旅客機は、元全日本空輸で使用されていたボーイング747SR（機体記号JA8147・1980年11月26日登録・2004年5月11日抹消登録）。ボーイングエアクラフトトレーディング社に売却され機体記号をN219BAへ変更した後、2004年秋に解体され、ANAのトリトンカラーを残したまま撮影現場に運ばれて使用された。現在もユニバーサル・スタジオ・ハリウッドにて同機の残骸が展示されている。
- 作品の中盤には「大阪では（トライポッドを）何体か倒したらしい」というセリフが登場する。これについて『映画秘宝』2007年8月号におけるインタビューでスピルバーグは、「大阪が倒せた理由? そんなの、日本人はアニメやオモチャでロボットに詳しいからに決まってるじゃないか!」と答えた。
- レイチェルがテレビチャンネルを変え続けている際、『スポンジ・ボブ』と『美少女戦士セーラームーン』が一瞬映る。
- 前作の続編を謳ったTVシリーズ「新・宇宙戦争（エイリアン・ウォーズ）」はアイキャッチやポスターで地球の上からエイリアンの指が伸びて来るデザインを採っていた。その構図を本作のポスターデザインでは上下反転し、エイリアンの指と赤い草を地球の下から描いている。

## 登場兵器
- M1エイブラムス
- M109 155mm自走榴弾砲
- LAV-25
- ハンヴィー
- F-22 (航空機)
- F-16 (航空機)
- A-10 (航空機)
- AH-1W スーパーコブラ
- FGM-148 ジャベリン
- カールグスタフ
- M67破片手榴弾

## テレビ放送
| 回数 | 放送局     | 番組名             | 放送日         | 放送時間    | 放送分数 | 平均世帯視聴率 | 備考 |
| ---- | ---------- | ------------------ | -------------- | ----------- | -------- | -------------- | ---- |
| 1    | 日本テレビ | 金曜ロードショー   | 2009年4月10日  | 21:00-23:19 | 139分    |                |      |
| 2    | フジテレビ | 土曜プレミアム     | 2011年1月22日  | 21:00-23:20 | 140分    |                |      |
| 3    | テレビ朝日 | 日曜洋画劇場       | 2012年6月3日   | 21:35-23:45 | 130分    | 11.9%          |      |
| 4    | テレビ東京 | 午後のロードショー | 2019年12月10日 | 13:00-15:40 | 160分    |                |      |